# Raja binoculata
Raja binoculata är en rockeart som beskrevs av Girard 1855. Raja binoculata ingår i släktet Raja och familjen egentliga rockor. IUCN kategoriserar arten globalt som nära hotad. Inga underarter finns listade i Catalogue of Life.